# Kristine Riis

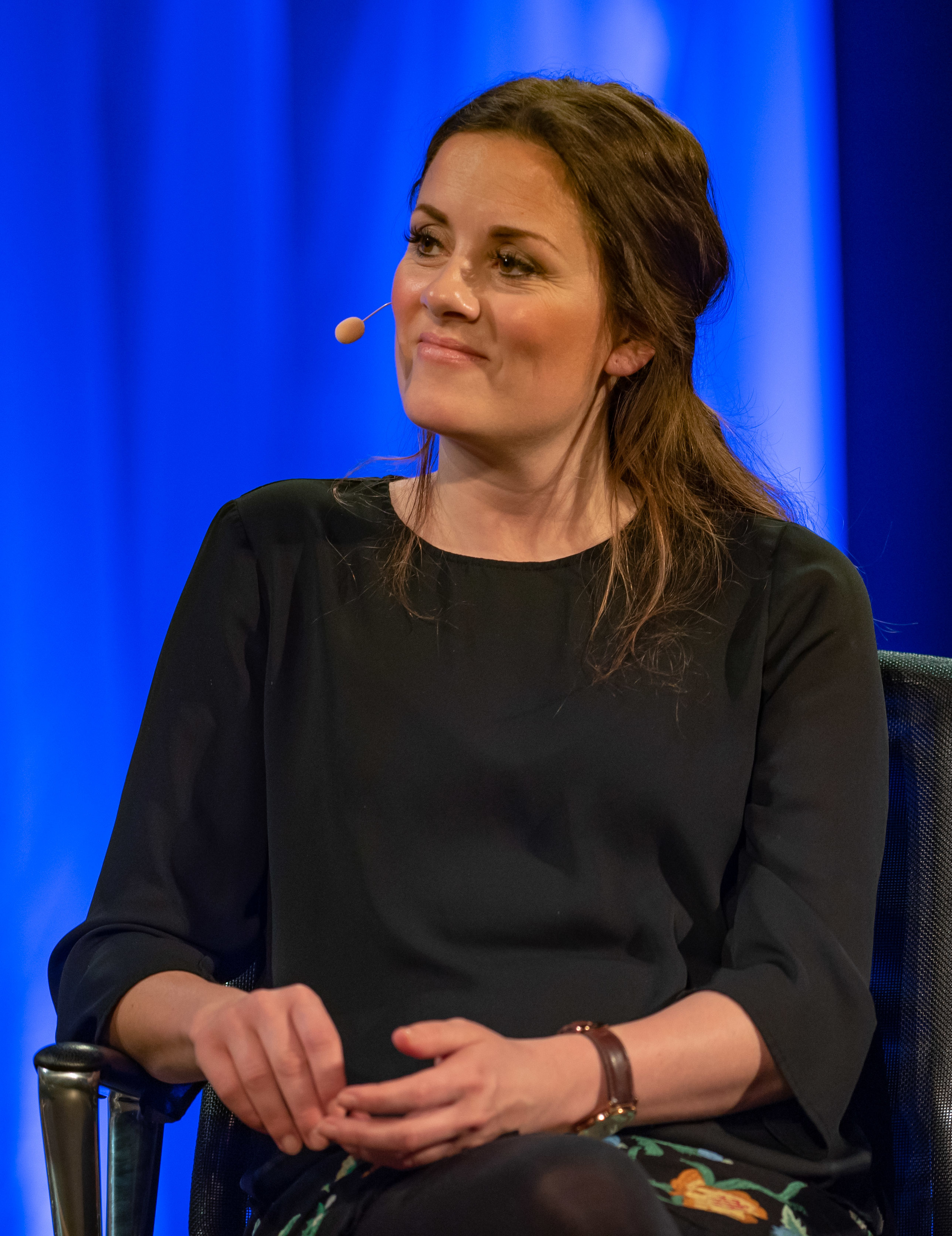
Riis im Mai 2018

Kristine Riis (* 3. August 1982) ist eine norwegische Schauspielerin und Komikerin.

## Leben
Neben ihren Arbeiten für die Hörfunkprogramme NRK P1 und NRK P3 der staatlichen Rundfunkgesellschaft Norsk rikskringkasting ist sie auch als Schauspielerin in Erscheinung getreten. Von 2016 bis 2020 spielte sie eine durchgehende Rolle in der via Netflix weltweit verbreiteten Comedy-Serie Norsemen.

## Filmografie
- 2011: Nissene over skog og hei
- 2015–2016: Underholdningsavdelingen
- 2017: Side om side
- 2017: Historisk
- 2016–2020: Norsemen (Vikingane)